# دون كاميرون (سياسي أسترالي، مواليد 1914)
دون كاميرون (بالإنجليزية: Don Cameron)‏ هو نقابي وسياسي أسترالي، ولد في 13 يناير 1914 في جسر موراي في أستراليا، وتوفي في 5 يونيو 1998 في أديلايد في أستراليا. نشط حزبياً في حزب العمال الأسترالي. وقد انتخب عضو مجلس الشيوخ الأسترالي ‏ عن دائرة جنوب أستراليا ‏ (25 أكتوبر 1969 – 30 يونيو 1978).